# Найданович, Драгутин
Драгу́тин Найда́нович (сербохорв. Dragutin Najdanović / Драгутин Најдановић; 15 апреля 1908, Белград, Королевство Сербия — 3 ноября 1981, Югославия) — югославский сербский футболист, нападающий участник чемпионата мира 1930 года.

## Карьера

### Клубная
В период с 1924 по 1931 год Драгутин Найданович выступал за клуб «БСК», играя на левом фланге атаки. В октябре 1930 года в матче против пражской «Славии» в Сараево он получил травму (перелом ноги), практически поставившую крест на его дальнейшей карьере.

### В сборной
В матчах за сборную Югославии Драгутин Найданович участвовал четырежды. Одним из таких матчей стала игра против сборной Боливии на чемпионате мира 1930 года, в которой он заменил в атаке Бранислава Секулича.
| Матчи и голы Драгутина Найдановича за сборную Югославии | Матчи и голы Драгутина Найдановича за сборную Югославии | Матчи и голы Драгутина Найдановича за сборную Югославии | Матчи и голы Драгутина Найдановича за сборную Югославии | Матчи и голы Драгутина Найдановича за сборную Югославии | Матчи и голы Драгутина Найдановича за сборную Югославии | Матчи и голы Драгутина Найдановича за сборную Югославии |
| ------------------------------------------------------- | ------------------------------------------------------- | ------------------------------------------------------- | ------------------------------------------------------- | ------------------------------------------------------- | ------------------------------------------------------- | ------------------------------------------------------- |
| №                                                       | Дата                                                    | Место проведения                                        | Соперник                                                | Счёт                                                    | Голы                                                    | Турнир                                                  |
| 1                                                       | 6 мая 1928                                              | Белград, Югославия                                      | Румыния                                                 | 3:1                                                     | -                                                       | Товарищеский матч                                       |
| 2                                                       | 28 октября 1928                                         | Прага, Чехословакия                                     | Чехословакия                                            | 1:7                                                     | -                                                       | Slavic Tournament                                       |
| 3                                                       | 15 июня 1930                                            | София, Болгария                                         | Болгария                                                | 2:2                                                     | 1                                                       | Товарищеский матч                                       |
| 4                                                       | 17 июля 1930                                            | Монтевидео, Уругвай                                     | Боливия                                                 | 4:0                                                     | -                                                       | Чемпионат мира 1930                                     |

Итого: 4 матча / 1 гол; 2 победы, 1 ничья, 1 поражение.